# Championnat de Turquie féminin de football 2024-2025
Navigation
Édition précédente Édition suivante
La saison 2024-2025 du Championnat de Turquie féminin de football, ou Kadın Süper Ligi, est la 29e saison du championnat turc.

## Organisation
Le championnat regroupe quatorze équipes, réparties dans une poule unique, qui s'affrontent chacune deux fois. La meilleure équipe est sacrée championne et qualifiée pour le premier tour de qualification de la Ligue des champions 2025-2026. La dernière équipe est reléguée en deuxième division.

## Participantes
| \| Istanbul: · Galatasaray, Fenerbahçe, · Beşiktaş, Beylerbeyispor, · Fatih Vatan, Çekmeköy BilgiDoğa Istanbul ALG Spor Amed Bornova Hitab Fomget Hakkarigüçü Karadeniz Ereğli Trabzonspor Ünye Güçü \| Localisation des clubs engagés dans le championnat. |
| Istanbul: · Galatasaray, Fenerbahçe, · Beşiktaş, Beylerbeyispor, · Fatih Vatan, Çekmeköy BilgiDoğa Istanbul ALG Spor Amed Bornova Hitab Fomget Hakkarigüçü Karadeniz Ereğli Trabzonspor Ünye Güçü                                                           |

Ce tableau présente les quatorze équipes qualifiées pour disputer le championnat.
| Club               | Classement 2023-2024 | Ville      |
| ------------------ | -------------------- | ---------- |
| Galatasaray        | 1re                  | Istanbul   |
| Fomget             | 2e                   | Ankara     |
| Fenerbahçe         | 3e                   | Istanbul   |
| Beşiktaş           | 4e                   | Istanbul   |
| Beylerbeyispor     | 5e                   | Istanbul   |
| ALG Spor           | 6e                   | Gaziantep  |
| Hakkarigücü        | 8e                   | Hakkari    |
| Karadeniz Ereğli   | 9e                   | Vinnytsia  |
| Amed               | 10e                  | Diyarbakır |
| Trabzonspor        | 11e                  | Trabzon    |
| Fatih Vatan        | 12e                  | Istanbul   |
| Bornova Hitab      | D2                   | Izmir      |
| Ünye Güçü          | D2                   | Ordu       |
| Çekmeköy BilgiDoğa | –                    | Istanbul   |

- Premier tour de qualification de la Ligue des champions féminine 2024-2025
- Promus

## Déroulement
La course au titre est serrée entre l'ABB Fomget et Fenerbahçe. Lors de la 22e journée, le club d'Ankara écrase Çekmeköy BilgiDoğa 19-0 et passe devant les Stambouliotes à la différence de buts. Fenerbahçe évoque alors un soupçon de match truqué. Finalement, Fomget décroche le titre avec deux points d'avance.

## Résultats
| Rang | Équipe             | Pts | J  | G  | N | P  | Bp  | Bc  | Diff |
| ---- | ------------------ | --- | -- | -- | - | -- | --- | --- | ---- |
| 1    | ABB Fomget         | 70  | 26 | 23 | 1 | 2  | 100 | 19  | +81  |
| 2    | Fenerbahçe         | 68  | 26 | 22 | 2 | 2  | 85  | 11  | +74  |
| 3    | Beşiktaş           | 53  | 26 | 17 | 2 | 7  | 48  | 27  | +21  |
| 4    | Galatasaray T      | 50  | 26 | 15 | 5 | 6  | 73  | 33  | +40  |
| 5    | Trabzonspor        | 48  | 26 | 15 | 3 | 8  | 64  | 23  | +41  |
| 6    | Beylerbeyispor     | 47  | 26 | 14 | 5 | 7  | 57  | 23  | +34  |
| 7    | ALG Spor           | 45  | 26 | 13 | 6 | 7  | 51  | 35  | +16  |
| 8    | Fatih Vatan        | 36  | 26 | 11 | 3 | 12 | 44  | 30  | +14  |
| 9    | Hakkarigüçü        | 32  | 26 | 8  | 8 | 10 | 35  | 32  | +3   |
| 10   | Amed Spor          | 23  | 26 | 6  | 5 | 15 | 32  | 53  | -21  |
| 11   | Ünye Güçü          | 23  | 26 | 6  | 5 | 15 | 47  | 58  | -11  |
| 12   | Bornova Hitab      | 17  | 26 | 5  | 5 | 16 | 32  | 66  | -34  |
| 13   | Çekmeköy BilgiDoğa | 3   | 26 | 2  | 0 | 24 | 12  | 192 | -180 |
| 14   | Karadeniz Ereğli   | -3  | 26 | 0  | 0 | 26 | 0   | 78  | -78  |

Ligue des champions
- 1er : 1er tour de qualification

Relégation
- 14e : relégué

## Statistiques individuelles
|    | Joueuse              | Club           | Buts |
| -- | -------------------- | -------------- | ---- |
| 1. | Armisa Kuč (en)      | Fomget         | 30   |
| 2. | Roselord Borgella    | Fenerbahçe     | 17   |
| 2. | Abi Kim (en)         | Fomget         | 17   |
| 4. | Kader Hançar (en)    | Beylerbeyispor | 15   |
| 4. | Patricia Seteco (en) | ALG Spor       | 15   |
| 4. | Yağmur Uraz (en)     | Fenerbahçe     | 15   |
| 7. | Marie Ngah           | Galatasaray    | 14   |
| 8. | Neslihan Demirdögen  | ALG Spor       | 12   |
| 8. | Ebru Topçu (en)      | Galatasaray    | 12   |